# Irena Santor
Irena Santor (Wiśniewska) (Papowo Biskupie, 9 december 1934) is een Poolse zangeres. Ze bracht tientallen nummers uit waarvan enkele een hit werden, zoals; Halo Warszawo, Piosenki stare jak świat, Warszawa, ja i ty en Piosenka o sąsiedzie (Poolse versie van Nash sosed). In 2014 bracht ze haar laatste album uit, Zamyślenia.
- Gemeinsame Normdatei: 120542048
- International Standard Name Identifier: 0000 0001 1714 2759
- Library of Congress Control Number: no00066634
- Nationale Bibliotheek van Letland: 000296234
- MusicBrainz: 15c92971-5aab-4c6a-82bc-84c915dc7f73
- Nationale Bibliotheek van Polen: a0000001188248
- Virtual International Authority File: 163586546
- WorldCat: E39PBJqKbDRBVvjD8VT4yGQQbd